# Halenkov
Halenkov é uma comuna checa localizada na região de Zlín, distrito de Vsetín.